# فيكتور غروسمان
فيكتور غروسمان (بالألمانية: Victor Grossman؛ بالإنجليزية: Victor Grossman) هو صحفي وكاتب ألماني وأمريكي، ولد في 11 مارس 1928 في نيويورك في الولايات المتحدة.